# Сен-Плезир
Сен-Плези́р (фр. Saint-Plaisir) — коммуна во Франции, находится в регионе Овернь. Департамент коммуны — Алье. Входит в состав кантона Бурбон-л’Аршамбо. Округ коммуны — Мулен.
Код INSEE коммуны — 03251.

## Население
Население коммуны на 2008 год составляло 408 человек.
| 1962 | 1968 | 1975 | 1982 | 1990 | 1999 | 2008 |
| ---- | ---- | ---- | ---- | ---- | ---- | ---- |
| 573  | 677  | 525  | 511  | 388  | 443  | 408  |

## Экономика

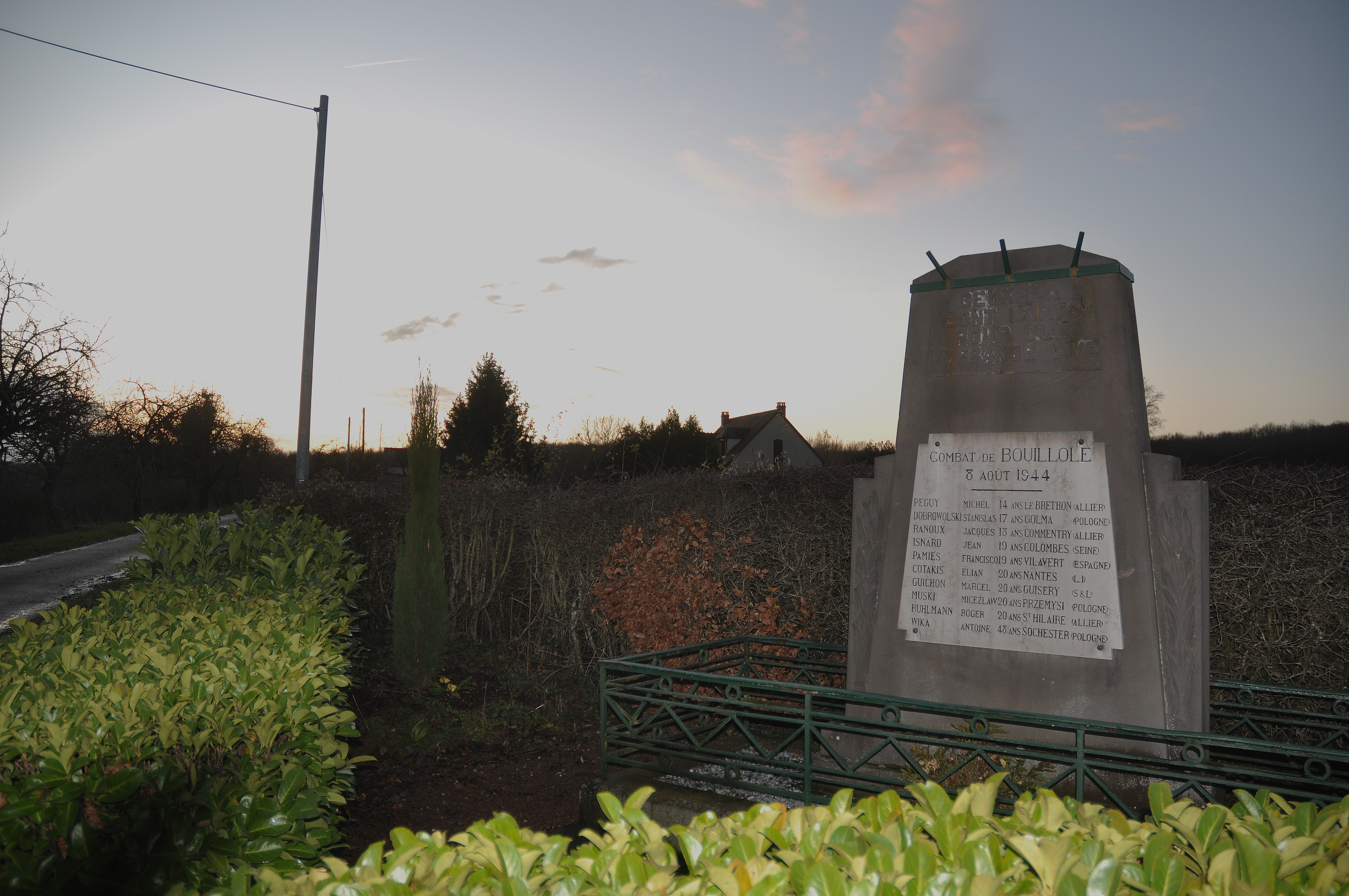
Стела

В 2007 году среди 258 человек в трудоспособном возрасте (15—64 лет) 178 были экономически активными, 80 — неактивными (показатель активности — 69,0 %, в 1999 году было 65,5 %). Из 178 активных работали 161 человек (92 мужчины и 69 женщин), безработных было 17 (7 мужчин и 10 женщин). Среди 80 неактивных 12 человек были учениками или студентами, 30 — пенсионерами, 38 были неактивными по другим причинам.